# Scincella modesta
Scincella modesta — вид сцинкоподібних ящірок родини сцинкових (Scincidae). Ендемік Китаю.

## Підвиди
Виділяють два підвиди:
- Scincella modesta modesta (Günther, 1864);
- Scincella modesta septentrionalis (Schmidt, 1925).

## Поширення і екологія
Scincella modesta широко поширені в Китаї, від Сичуаня до Ляоніна і Гуандуна. Вони живуть серед скель на берегах струмків та на сонячних схилах, порослих травою. Живляться комахами, павуками та іншими безхребетними. Зустрічаються на висоті від 50 до 1895 м над рівнем моря.